# Синодальный отдел по взаимоотношениям Церкви и общества
Синода́льный Отде́л Моско́вского патриарха́та по взаимоотноше́ниям Це́ркви и о́бщества (сокращённо ОВЦО) — одно из синодальных учреждений Русской православной церкви, созданное решением Священного Синода 31 марта 2009 года и упразднённое его решением 24 декабря 2015 года.

## История
31 марта 2009 года «в связи с возрастающей необходимостью развивать, совершенствовать и систематизировать диалог Церкви и общества» решением Священного Синода был образован «Синодальный отдел по взаимоотношениями Церкви и общества». Ранее данной деятельностью занимался Отдел внешних церковных связей, в котором существовал одноимённый секретариат. C 31 марта 2009 года председателем отдела был назначен протоиерей Всеволод Чаплин.
Отдел осуществлял связи с органами законодательной власти, политическими партиями, профессиональными и творческими союзами, иными институтами гражданского общества на канонической территории Московского Патриархата. По специальному указанию Священноначалия для решения конкретных вопросов Отдел мог осуществлять контакты с органами исполнительной власти в странах СНГ и Балтии.
Особую известность в отделе, кроме Чаплина, получили его заместители - бывший вице-президент "Православной энциклопедии", а делее первый заместитель Чаплина, священник Богдасаров Роман Сергеевич, 1980 года рождения, сотрудник Троицкого прихода на Грязех (в 2011-2015 годах являлся руководителем секретариата Межрелигиозного совета России), и руководитель Службы по взаимодействию с общественными организациями – священник Рощин Георгий Евгеньевич, 1974 года рождения, а также заместитель последнего - Репринцев Сергей Сергеевич, 1984 года рождения, бывший сотрудник Госдумы РФ.
Помощником председателя Синодального отдела по взаимоотношениям Церкви и общества работал кандидат богословских наук, выпускник Московской духовной академии Ефимов Михаил Вячеславович.
Отдельную нишу занимал руководитель Службы региональных связей Отдела Московского Патриархата по взаимоотношениям Церкви и общества – Паршин Максим Викторович; исполнявший обязанности председателя службы в 2014-2015 годах – диакон Титушкин Андрей Вячеславович, а также заместители последнего: сотрудник ПСТГУ Рогунов Сергей Витальевич - 1980 года рождения, из Москвы; Оленчак Ярослав Любомирович - 1987 года рождения, житель г. Павлов Посад, и ряд других.
5 марта 2010 года решением Священного Синода при Отделе создан Совет православных общественных организаций и объединений для координации их взаимодействия с церковными учреждениями . 
Также было утверждено специальное "Положение о Совете православных общественных объединений при Отделе Московского Патриархата по взаимоотношениям Церкви и общества". . Деятельность такого отдела была востребована прежде всего администрацией В. В. Путина, для координации участия околоцерковных организаций в борьбе против антпутинской оппозицией.
В частности, 28 декабря 2011 года Совет принял предложение подключиться к работе по празднованию 400-летия преодоления Смуты, 200-летия победы в Отечественной войне 1812 года, 1150-летия российской государственности, 150-летия со дня рождения П.А. Столыпина. Было также поддержано предложение об участии членов совета в общественных коалициях (пропутинской направленности) и работе в общественных наблюдательных советах при министерствах и ведомствах, на примере сотрудничества Московской Патриархии с ФМС и ФСКН. . 
Координаторами совета по линии ОВЦО стали сотрудники отдела: бывший председатель совета (руководитель) Московского регионального отделения МОПД "Вечно живые" Пахомов Дмитрий Вячеславович, 1981 года рождения, прихожанин Рождество-Богородичного храма в Крылатском (позже - директор Фонда Поддержки Христианских Церквей «Международный Фонд Христианская Солидарность») и Марков Максим Анатольевич, 1979 года рождения, бывший директор ООО "СК Дорофеев" (позже - директор благотворительного Фонда «Новомучеников и исповедников Христовых»). 
Таких, имеющих признание со стороны православного сообщества организаций и объединений в 2010 году отделом учтено 45.  Но уже в 2015 году отделом учтено более 60 таких организаций и объединений . Укрепление связей между церковью и общестенными "православно-патриотическими организациями" являлось выполнением соответствующей инициативы, с которой выступила Московская Патриархия; отдел Чаплина должен был мобилизировать такие организации в борьбе с прозападными силами, с антипутинской оппозицией, в деятельности которой виделась "угроза православию". В частности, в 2011 году
С апреля 2010 года при Отделе действовал научно-исследовательский Центр географии религий (руководитель — Роман Силантьев, которого обвиняли в предвзятости к мусульманам, и даже в исламофобии). Шашкин Павел Александрович возглавлял действовавший при отделе совет "Церковь-экономика".
Частым гостем семинаров, организуемых Чаплиным и его отделом, являлся начальник департамента по взаимодействию с религиозными организациями Управления Президента Российской Федерации по внутренней политике Е.В.Еремин. .
В 2014 году усилились противоречия между отделом Чаплина, и Синодальным информационным отделом под руководством Владимира Легойды. Оппонентами Чаплина выступили не только более либеральный и умеренный Легойда, но и заместитель председателя Синодального информационного отдела Мещан Игорь Владимирович - 1964 года рождения, начальник информационно-аналитического управления Синодального информационного отдела Московского Патриархата Денис Вячеславович Маханько (в 2012 году его сменил Кипшидзе Вахтанг Владимирович, 1981 года рождения), начальник организационно-методического  управления Синодального информационного отдела Мария Коровина, и советник председателя СИНФО, заведующая кафедрой журналистики и PR Российского православного университета Елена Жосул.
24 декабря 2015 года решением Священного Синода «в целях оптимизации работы и повышения эффективности, а также исключения параллельных процессов в деятельности синодальных учреждений» отдел был упразднён. Функции взаимодействия с общественным организациями были переданы новой структуре — Синодальному отделу по взаимоотношениям Церкви с обществом и средствами массовой информации; межрелигиозный диалог был передан в ведение Отдела внешних церковных связей, а некоторые функции — пресс-службе Патриарха Московского и всея Руси. Председателем обновлённого отдела стал Владимир Легойда.